# Hans Swarowsky

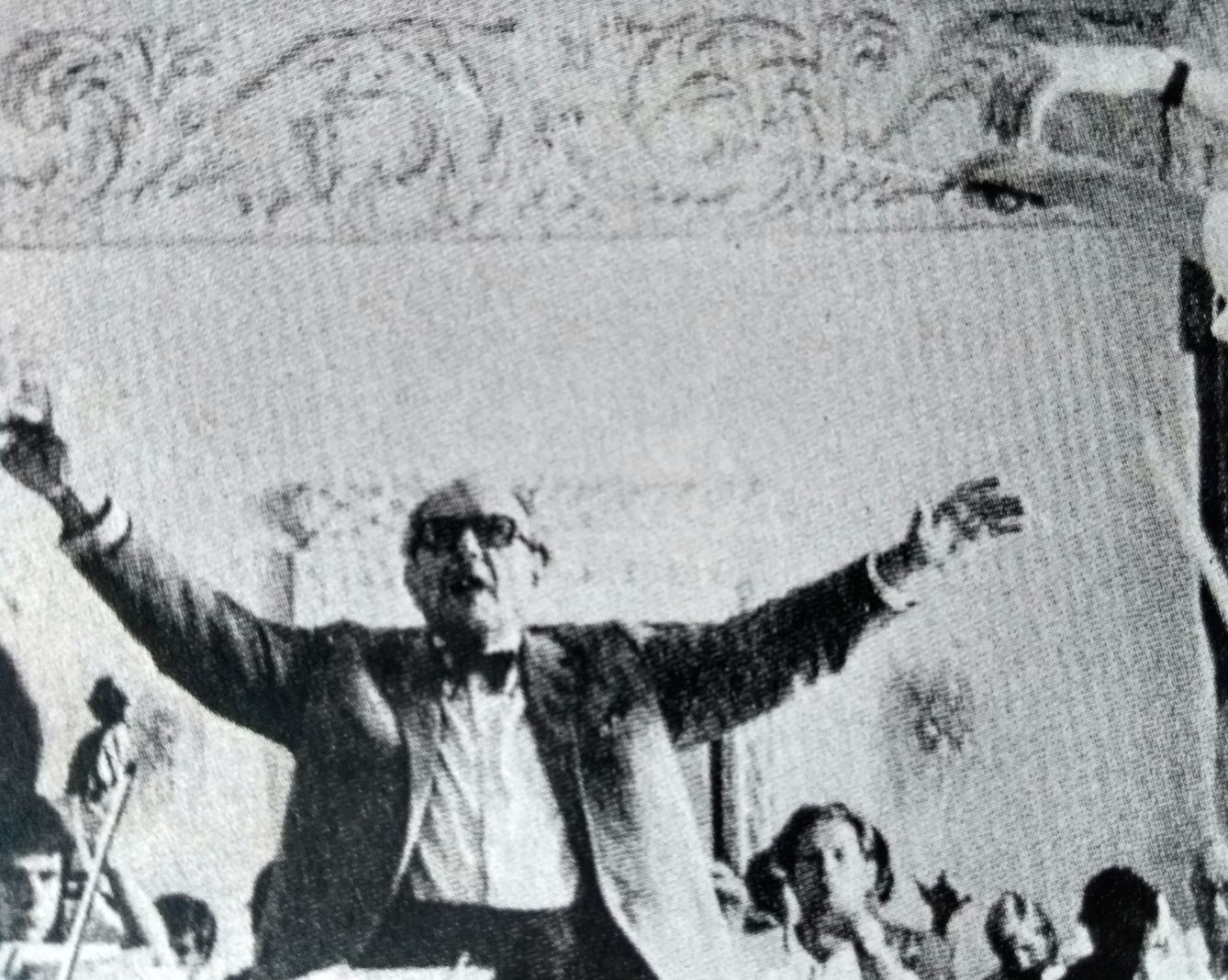
Hans Swarowsky in 1972

Hans Swarowsky (Boedapest, 16 september 1899 - Salzburg, 10 september 1975) was een Oostenrijkse dirigent.
Hij was tevens hoogleraar orkestdirectie aan de Weense muziekuniversiteit, waar grote namen als Claudio Abbado, Jesús López Cobos, Jacques Delacote, Ádám en Iván Fischer, James Allen Gähres, Mariss Jansons, Lorin Maazel, Zubin Mehta, Riccardo Muti, Peter Schneider, Giuseppe Sinopoli, en Bruno Weil studeerden. Swarowsky's lessen en notities werden verzameld in het werk Wahrung der Gestalt, tot op vandaag een naslagwerk voor dirigenten.
- Biblioteca Nacional de España: XX1132052
- Bibliothèque nationale de France: cb139002131 (data)
- CiNii: DA09164801
- Gemeinsame Normdatei: 117384402
- International Standard Name Identifier: 0000 0001 0962 4168
- Library of Congress Control Number: n83174030
- Nationale Bibliotheek van Letland: 000174185
- MusicBrainz: 4b7f3156-d5b0-4147-9542-23437d9a9009
- Nationale Bibliotheek van Tsjechië: xx0039812
- Nationale Bibliotheek van Israël: 987007296182305171
- Nationale Bibliotheek van Polen: a0000002514914
- Nederlandse Thesaurus van Auteursnamen: 06824701X
- LIBRIS: 318289
- SNAC: w6ng5bb2
- Système universitaire de documentation: 078777291
- Virtual International Authority File: 29719487
- WorldCat: E39PBJtGYBDy7Pfhjjd3QQBHG3